# Ричард Брукс
Ричард Брукс (енгл. Richard L. Brooks; Кливленд, 9. децембар 1962) је амерички телевизијски и филмски глумац.
Брукс је најпознатији по улози Пола Робинета у серији Ред и закон.